# Augustiner
Augustiner is een Duits bier van lage gisting. Het bier wordt gebrouwen in brouwerij Augustiner-Bräu te München.
Augustiner is een van de zes biermerken die mogen geschonken worden op het Oktoberfest in München.

## Varianten
- Lagerbier Hell, blond bier met een alcoholpercentage van 5,2%
- Edelstoff, blond exportbier met een alcoholpercentage van 5,6%
- Weißbier, goudblond troebel tarwebier met een alcoholpercentage van 5,4%
- Pils, blond bier met een alcoholpercentage van 5,6%
- Oktoberfestbier, blond bier met een alcoholpercentage van 6%
- Maximator, donkere doppelbock met een alcoholpercentage van 7,5%
- Dunkel, roodbruin bier met een alcoholpercentage van 5,6%
- Heller Bock, blond bockbier met een alcoholpercentage van 7%